# Olympische Jugend-Winterspiele 2024/Teilnehmer (Bulgarien)
| Gelbes Symbol für Goldmedaillen mit stilisierten Olympischen Ringen | Graues Symbol für Silbermedaillen mit stilisierten Olympischen Ringen | Braundes Symbol für Bronzemedaillen mit stilisierten Olympischen Ringen |
| ------------------------------------------------------------------- | --------------------------------------------------------------------- | ----------------------------------------------------------------------- |
| —                                                                   | —                                                                     | —                                                                       |

Bulgarien nahm an den Olympischen Jugend-Winterspielen 2024 in der südkoreanischen Provinz Gangwon mit 15 Athleten (9 Männer, 6 Frauen) teil.

## Teilnehmer nach Sportarten

### Biathlon
| Athleten                                                               | Wettbewerbe                           | Zeit        | Fehler           | Rang |
| ---------------------------------------------------------------------- | ------------------------------------- | ----------- | ---------------- | ---- |
| Frauen                                                                 |                                       |             |                  |      |
| Irina Georgiewa                                                        | 6 km Sprint                           | 23:13,7 min | 3 (2+1)          | 35   |
| Irina Georgiewa                                                        | 10 km Einzel                          | 43:59,3 min | 6 (2+2+1+1)      | 44   |
| Raja Adschamowa                                                        | 6 km Sprint                           | 26:13,0 min | 8 (4+4)          | 67   |
| Raja Adschamowa                                                        | 10 km Einzel                          | 41:04,6 min | 3 (0+0+1+2)      | 19   |
| Nikol Klenowska                                                        | 6 km Sprint                           | 24:56,0 min | 4 (2+2)          | 55   |
| Nikol Klenowska                                                        | 10 km Einzel                          | 43:41,7 min | 4 (0+1+1+2)      | 37   |
| Männer                                                                 |                                       |             |                  |      |
| Georgi Dschorgow                                                       | 7,5 km Sprint                         | 22:10,8 min | 1 (0+1)          | 05   |
| Georgi Dschorgow                                                       | 12,5 km Einzel                        | 43:42,6 min | 3 (1+1+1+0)      | 04   |
| Wesselin Beltschinski                                                  | 7,5 km Sprint                         | 23:09,1 min | 2 (1+1)          | 16   |
| Wesselin Beltschinski                                                  | 12,5 km Einzel                        | 47:31,4 min | 6 (2+2+1+1)      | 32   |
| Nikolaj Nikolow                                                        | 7,5 km Sprint                         | 22:40,9 min | 2 (2+0)          | 10   |
| Nikolaj Nikolow                                                        | 12,5 km Einzel                        | 48:32,2 min | 9 (3+4+1+1)      | 46   |
| Mixed                                                                  |                                       |             |                  |      |
| Raja Adschamowa Georgi Dschorgow                                       | Single-Mixed-Staffel (6 km + 7,5 km)  | 48:40,9 min | 1+13 (1+8 0+5)   | 13   |
| Irina Georgiewa Raja Adschamowa Wesselin Beltschinski Georgi Dschorgow | Mixed-Staffel (2 × 6 km + 2 × 7,5 km) | 1:26:19,3 h | 6+23 (4+12 2+11) | 14   |

### Rennrodeln
| Athleten       | Wettbewerb | Lauf 1   | Lauf 1 | Lauf 2   | Lauf 2 | Gesamt       | Gesamt |
| Athleten       | Wettbewerb | Zeit     | Rang   | Zeit     | Rang   | Zeit         | Rang   |
| -------------- | ---------- | -------- | ------ | -------- | ------ | ------------ | ------ |
| Männer         |            |          |        |          |        |              |        |
| Angel Stefanow | Einsitzer  | 49,277 s | 20     | 49,677 s | 22     | 1:38,954 min | 21     |

### Shorttrack
| Athleten        | Wettbewerb | Vorläufe     | Vorläufe | Viertelfinale | Viertelfinale | Halbfinale    | Halbfinale    | Finale A/B    | Finale A/B    | Rang |
| Athleten        | Wettbewerb | Zeit         | Rang     | Zeit          | Rang          | Zeit          | Rang          | Zeit          | Rang          | Rang |
| --------------- | ---------- | ------------ | -------- | ------------- | ------------- | ------------- | ------------- | ------------- | ------------- | ---- |
| Frauen          |            |              |          |               |               |               |               |               |               |      |
| Sonja Stojanowa | 500 m      | 1:07,821 min | 4        | ausgeschieden | ausgeschieden | ausgeschieden | ausgeschieden | ausgeschieden | ausgeschieden | 35   |
| Sonja Stojanowa | 1000 m     | 1:56,596 min | 3        | ausgeschieden | ausgeschieden | ausgeschieden | ausgeschieden | ausgeschieden | ausgeschieden | 27   |
| Sonja Stojanowa | 1500 m     | —            | —        | 2:42,443 min  | 5             | ausgeschieden | ausgeschieden | ausgeschieden | ausgeschieden | 27   |
| Männer          |            |              |          |               |               |               |               |               |               |      |
| Assen Gjurow    | 500 m      | 58,702 s     | 4        | ausgeschieden | ausgeschieden | ausgeschieden | ausgeschieden | ausgeschieden | ausgeschieden | 32   |
| Assen Gjurow    | 1000 m     | 1:38,550 min | 2        | 1:31,051 min  | 4             | ausgeschieden | ausgeschieden | ausgeschieden | ausgeschieden | 15   |
| Assen Gjurow    | 1500 m     | —            | —        | 2:23,571 min  | 5             | ausgeschieden | ausgeschieden | ausgeschieden | ausgeschieden | 26   |
| Nikolas Toskow  | 500 m      | 47,982 s     | 3        | ausgeschieden | ausgeschieden | ausgeschieden | ausgeschieden | ausgeschieden | ausgeschieden | 27   |
| Nikolas Toskow  | 1000 m     | 1:38,221 min | 4        | ausgeschieden | ausgeschieden | ausgeschieden | ausgeschieden | ausgeschieden | ausgeschieden | 32   |
| Nikolas Toskow  | 1500 m     | —            | —        | 2:39,240 min  | 6             | ausgeschieden | ausgeschieden | ausgeschieden | ausgeschieden | 32   |

### Ski Alpin
| Athleten      | Wettbewerb   | Lauf 1  | Lauf 1 | Lauf 2  | Lauf 2 | Gesamt      | Gesamt |
| Athleten      | Wettbewerb   | Zeit    | Rang   | Zeit    | Rang   | Zeit        | Rang   |
| ------------- | ------------ | ------- | ------ | ------- | ------ | ----------- | ------ |
| Männer        |              |         |        |         |        |             |        |
| Atanas Petrow | Super-G      | —       | —      | —       | —      | DNS         | DNS    |
| Atanas Petrow | Riesenslalom | 51,72 s | 27     | 46,43 s | 12     | 1:38,15 min | 18     |
| Atanas Petrow | Slalom       | DNF     | DNF    | DNF     | DNF    | DNF         | DNF    |

### Skilanglauf
| Athleten        | Wettbewerb       | Zeit        | Rang |
| --------------- | ---------------- | ----------- | ---- |
| Frauen          |                  |             |      |
| Elena Christewa | 7,5 km klassisch | 27:21,9 min | 51   |
| Männer          |                  |             |      |
| Dani Tscholakow | 7,5 km klassisch | 23:48,0 min | 55   |

| Athleten        | Wettbewerbe     | Qualifikation | Qualifikation | Viertelfinale | Viertelfinale | Halbfinale    | Halbfinale    | Finale        | Finale        | Rang |
| Athleten        | Wettbewerbe     | Zeit          | Rang          | Zeit          | Rang          | Zeit          | Rang          | Zeit          | Rang          | Rang |
| --------------- | --------------- | ------------- | ------------- | ------------- | ------------- | ------------- | ------------- | ------------- | ------------- | ---- |
| Frauen          |                 |               |               |               |               |               |               |               |               |      |
| Elena Christewa | Sprint Freistil | 4:12,73 min   | 55            | ausgeschieden | ausgeschieden | ausgeschieden | ausgeschieden | ausgeschieden | ausgeschieden | 55   |
| Männer          |                 |               |               |               |               |               |               |               |               |      |
| Dani Tscholakow | Sprint Freistil | 3:28,37 min   | 53            | ausgeschieden | ausgeschieden | ausgeschieden | ausgeschieden | ausgeschieden | ausgeschieden | 52   |

### Snowboard
| Athleten                    | Wettbewerbe               | Vorrunde | Viertelfinale | Halbfinale    | Finale/Kleines Finale | Rang |
| Athleten                    | Wettbewerbe               | Rang     | Rang          | Rang          | Rang                  | Rang |
| --------------------------- | ------------------------- | -------- | ------------- | ------------- | --------------------- | ---- |
| Frauen                      |                           |          |               |               |                       |      |
| Andrea Kozinowa             | Snowboardcross            | 2        | —             | 3             | Kleines Finale: 4     | 8    |
| Männer                      |                           |          |               |               |                       |      |
| Iwan Iwanow                 | Snowboardcross            | 7        | —             | ausgeschieden | ausgeschieden         | 13   |
| Mixed                       |                           |          |               |               |                       |      |
| Iwan Iwanow Andrea Kozinowa | Mixed-Team Snowboardcross | 3        | ausgeschieden | ausgeschieden | ausgeschieden         | 18   |